# Bryum argenteum
Bryum argenteum là một loài Rêu trong họ Bryaceae. Loài này được Hedw. mô tả khoa học đầu tiên năm 1801.

## Hình ảnh

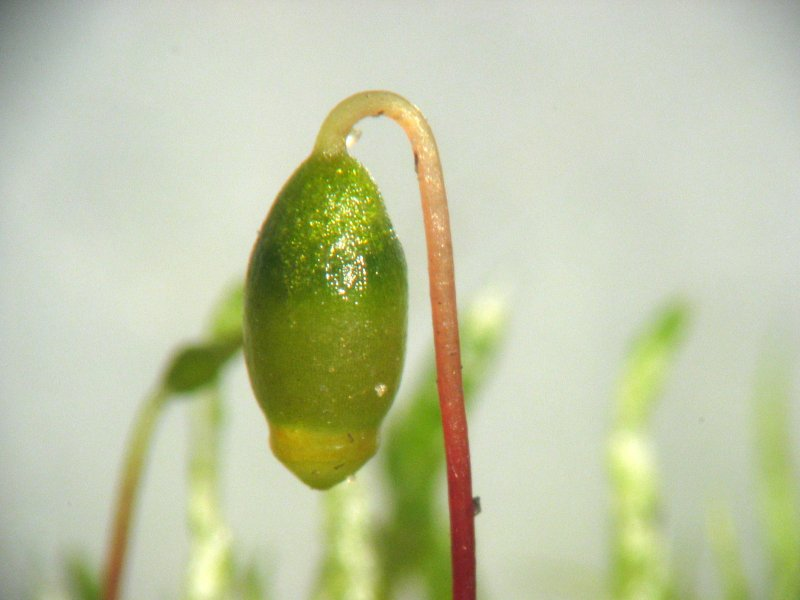
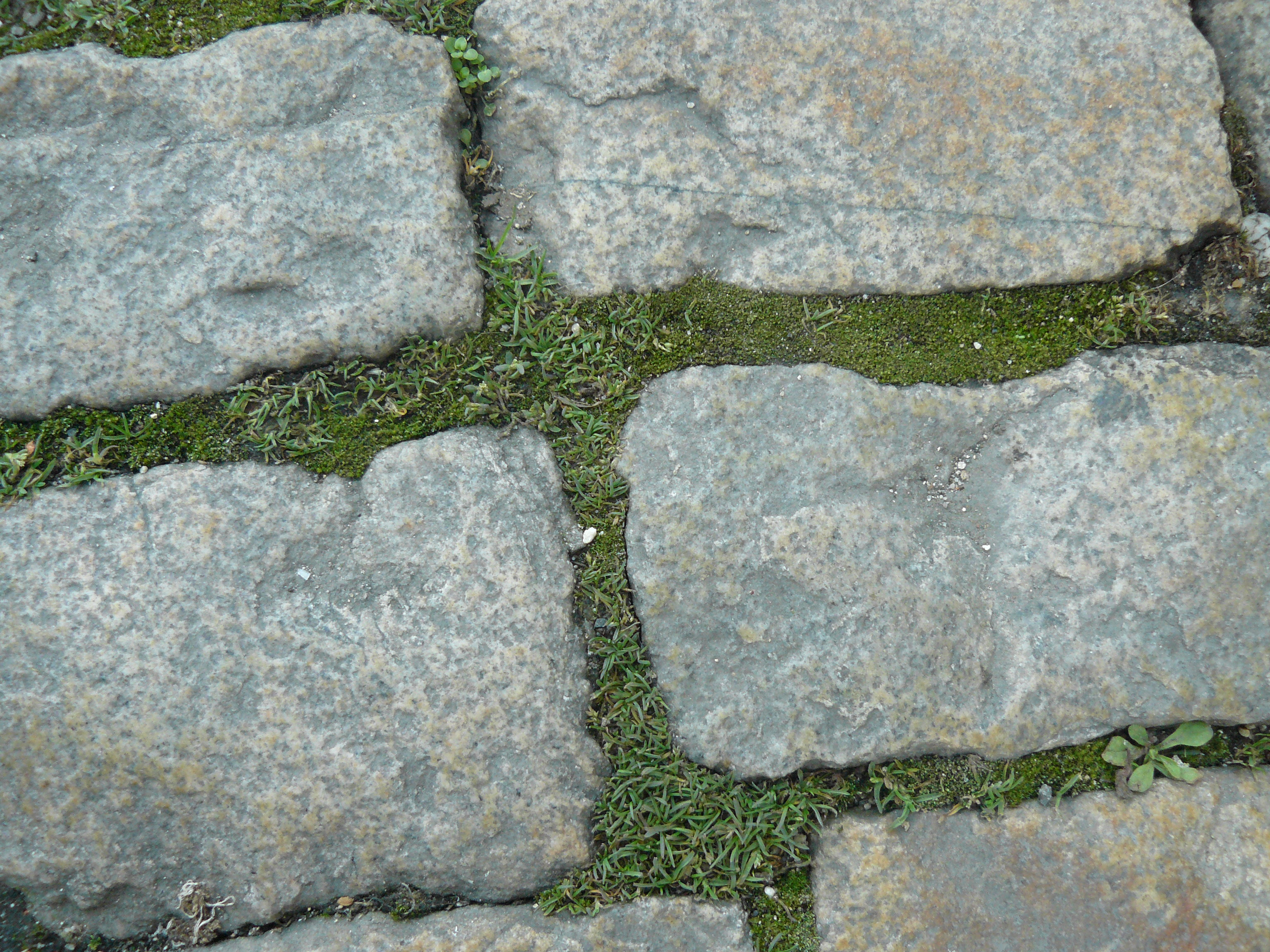
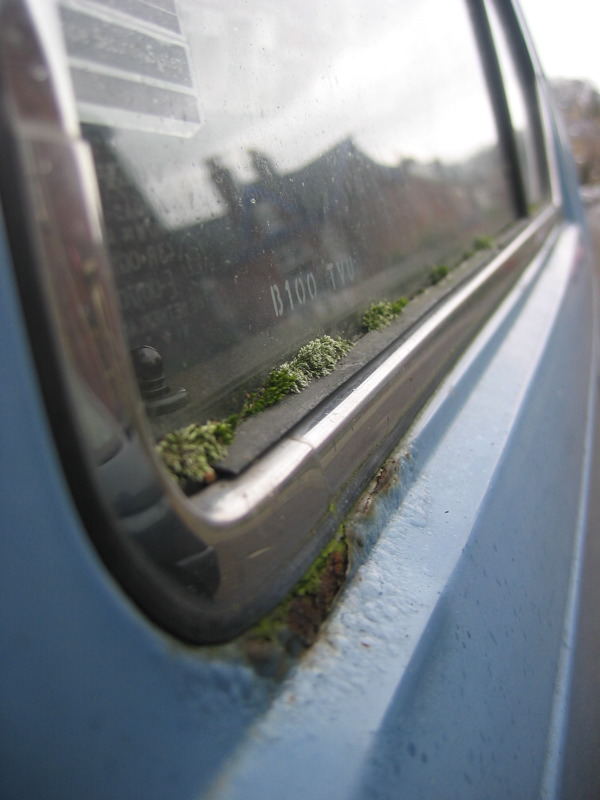
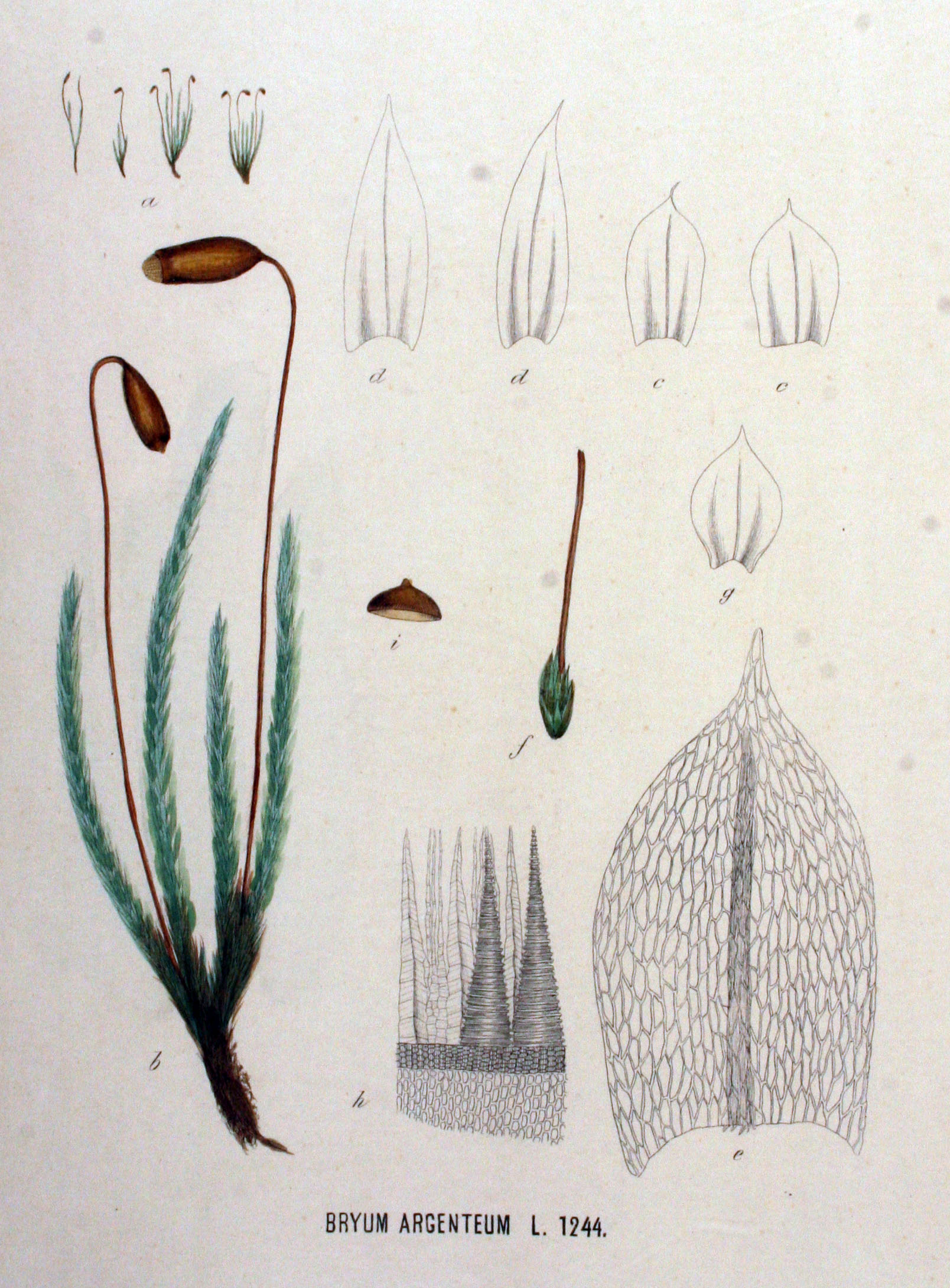